# Herkules, der Schrecken der Hunnen
Herkules, der Schrecken der Hunnen (Originaltitel: Il terrore dei barbari) ist ein italienischer Abenteuerfilm aus dem Jahr 1959. Deutsche Erstaufführung war am 11. Dezember 1959.

## Handlung
In Norditalien, 568. Die Hunnen ziehen unter Führung des Hauptmannes Igor plündernd und mordend durch das Land. Die Einheimischen wenden sich an den kraftstrotzenden Emiliano, dessen Vater gerade den Horden zum Opfer wurde. Er bedient sich dazu einer Tiermaske und Krallen und verbreitet so Schrecken unter den Eindringlingen. Igor kann ihn nach einiger Zeit gefangensetzen; Emiliano lernt im Lager der Barbaren die schöne Landa, Tochter des Hunnenkönigs Albuin kennen und verliebt sich in sie. Svevo, der Ratgeber des rivalisierenden oberitalienischen Herzogs Delfo, sieht dies mit Missgunst, macht er sich doch selbst Hoffnungen auf Landa, und intrigiert, wo er nur kann, sodass auf Emiliano manche schwere Prüfung wartet, die er nur mit Hilfe seiner übermenschlichen Kräfte bestehen kann.

## Kritik
„Ein unfreiwillig erheiternder Abenteuerfilm voller pseudohistorischer Kitschszenen mit einer Hauptrolle für den Muskelmann Steve Reeves, damals “Mister America”.“

„Das Ganze vermöchte allenfalls Zehnjährige zu unterhalten, wäre es nicht über die Maßen mit höfischem Lotterleben und selbstzweckhaft grausamen Mördereien und ‚Wahrheitsproben‘ angereichert.“

„Trotz seines hammerhart aufgetragenen Pathos ist der Film auch heute noch unterhaltsam anzuschauen.“

## Bemerkungen
In Deutschland wurde der Titelheld flugs zu Herkules gemacht, obwohl dieser dadurch seinen „historisch-geographischen Raum sprengt“. Die Lauflänge der deutschen Fassung betrug 82 Minuten.